# 979 Ільсева
979 Ільсева (979 Ilsewa) — астероїд головного поясу, відкритий 29 червня 1922 року.
Тіссеранів параметр щодо Юпітера — 3,167.